# Stephen Altobello
Stephen Altobello est un producteur, réalisateur, directeur de la photographie et monteur américain né le 9 avril 1969 à Philadelphie, Pennsylvanie (États-Unis).

## Filmographie

### comme producteur
- 1993 : In Person
- 2002 : Squish, Splat, Sploosh: The Stellar Sounds of 'Men in Black II' (vidéo)
- 2002 : A Shot at the Top: The Making of 'The King of Comedy' (vidéo)
- 2002 : Revisiting 'The Last Waltz' (vidéo)
- 2004 : Second Chances: The Making of 'Alice Doesn't Live Here Anymore' (vidéo)
- 2004 : From the Classroom to the Streets: The Making of 'Who's That Knocking at My Door' (vidéo)
- 2004 : Filming for Your Life: Making 'After Hours' (vidéo)
- 2004 : The Workaday Gangster (vidéo)
- 2004 : Paper Is Cheaper Than Film (vidéo)
- 2004 : Getting Made: The Making of 'GoodFellas' (vidéo)
- 2005 : De Niro vs. La Motta: Shot for Shot (vidéo)
- 2005 : The Writing of the Autobiography of Miss Jane Pittman (vidéo)

### comme réalisateur
- 1993 : In Person
- 2002 : Squish, Splat, Sploosh: The Stellar Sounds of 'Men in Black II' (vidéo)
- 2002 : A Shot at the Top: The Making of 'The King of Comedy' (vidéo)
- 2002 : Revisiting 'The Last Waltz' (vidéo)

### comme directeur de la photographie
- 1993 : Al Lewis in the Flesh

### comme monteur
- 1993 : In Person